# 1647 a tudományban
Az 1647. év a tudományban és a technikában.

## Csillagászat
- Johannes Hevelius publikálja Selenographia című munkáját, melyben a Hold felszíni térképét közli.

## Születések
- április 2. – Maria Sibylla Merian biológus és entomológus († 1717)
- augusztus 22. – Denis Papin fizikus, matematikus és feltaláló († kb. 1712)
- december 7. – Giovanni Ceva matematikus († 1734)

## Halálozások
- október 25. – Evangelista Torricelli fizikus, matematikus (* 1608)